# امبارارا
امبارارا (به لاتین: Mbarara) یک شهر در اوگاندا است که در منطقه غربی واقع شده‌است.

## خصوصیات
امبارارا ۱۹۵٬۰۱۳ نفر جمعیت دارد و دومین شهر بزرگ اوگاندا است.